# Donald Buddo
Donald Buddo, född 6 november 1886, död 27 juli 1965, var en friidrottare från Kanada. Han deltog vid olympiska sommarspelen i London 1908 som medeldistanslöpare.